# Amblyolpium simoni
Espèce
Amblyolpium simoni est une espèce de pseudoscorpions de la famille des Garypinidae.

## Distribution
Cette espèce est endémique de la province du Borkou au Tchad. Elle se rencontre sur l'Emi Koussi.

## Étymologie
Cette espèce est nommée en l'honneur d'Eugène Simon.

## Publication originale
- Heurtault, 1970 : Pseudoscorpions du Tibesti (Tchad). I. Olpiidae. Bulletin du Muséum National d'Histoire Naturelle, Paris, sér. 2, vol. 41, p. 1164-1174.